# Équipement de laboratoire

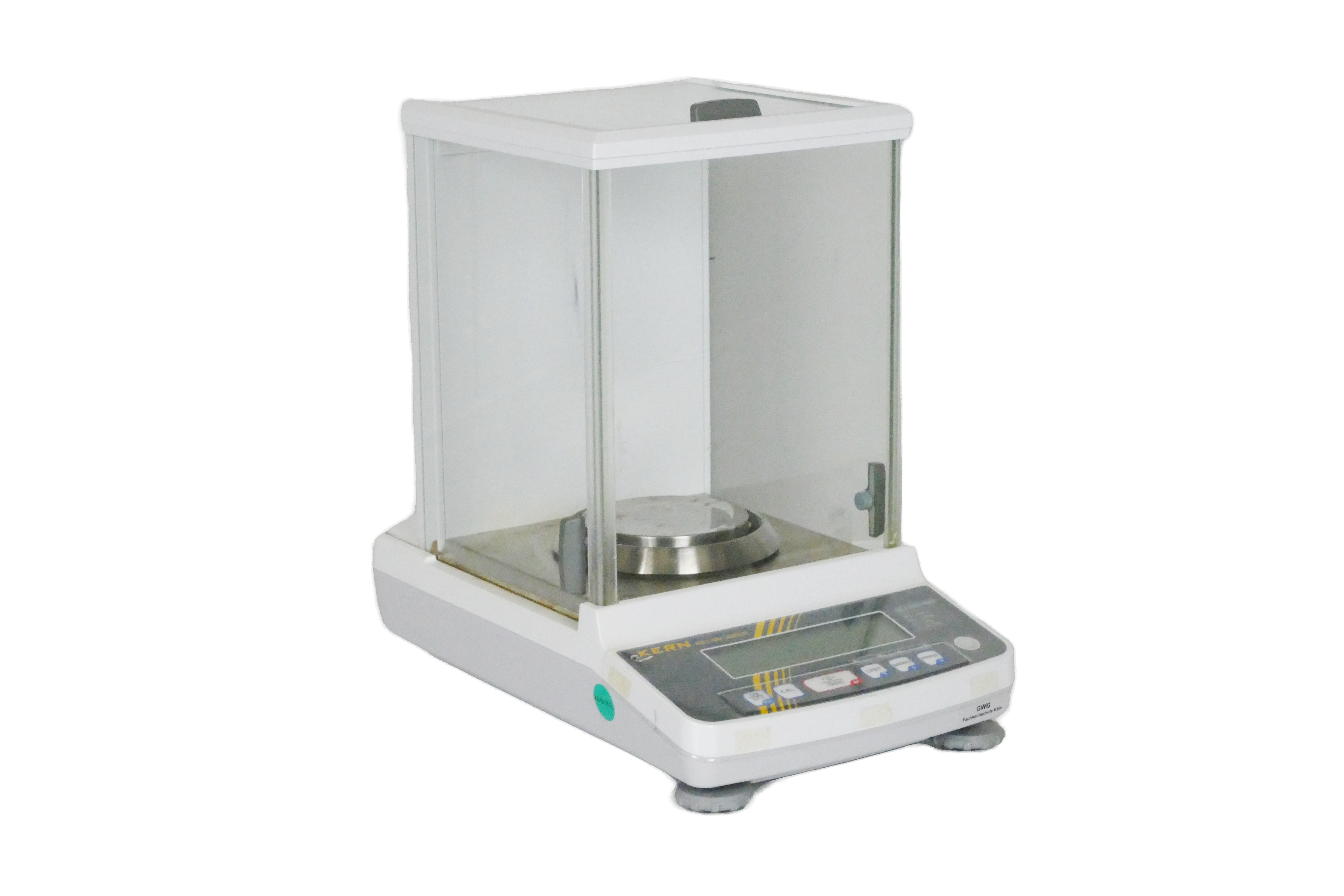
Balance de précision utilisée en laboratoire

L'équipement de laboratoire désigne les divers outils et ustensiles utilisés par les scientifiques qui travaillent en laboratoire. Cela comprend aussi bien des appareils comme les becs Bunsen et les colonnes de distillation que des équipements spécialisés comme les spectrophotomètres et les calorimètres.  
L'équipement de laboratoire est en général utilisé, soit pour réaliser une manipulation, ou expérience, soit pour effectuer des mesures et rassembler des données.